# Росен Костурков
Росен Добрев Костурков е български инженер и политик от „Продължаваме промяната“. Народен представител в XLVII народно събрание.

## Биография
Росен Костурков е роден на 15 април 1972 година в град Панагюрище, Народна република България, в големия род Костуркови, по произход от Костур. Завършва Образцова математическа гимназия в Пловдив, след което придобива магистърска степен инженер „Електроника/оптикоелектроника и лазерна техника“ към Технически университет – София с филиал Пловдив.
На парламентарните избори през ноември 2021 г. като кандидат за народен представител е водач в листата на „Продължаваме промяната“ за 17 МИР Пловдив – област, откъдето е избран.